# Kálmán Konrád
Kálmán Konrád (23. května 1896 Bačka Palanka – 10. května 1980 Stockholm) byl maďarský fotbalový útočník a fotbalový trenér. V roce 1999 byl časopisem World Soccer zařazen mezi 100 nejlepších fotbalistů všech dob.[zdroj?] Jeho bratrem byl fotbalista a trenér Jenő Konrád.

## Klubová kariéra
Hrál za MTK Budapešť, SV Amateure, First Vienna FC 1894 a Brooklyn Wanderers.

## Reprezentační kariéra
V maďarské reprezentaci debutoval 8. 11. 1914 v přátelském utkání proti Rakousku (výhra 2:1) a při své premiéře vstřelil jednu branku. Celkem odehrál v letech 1914–1928 za maďarské mužstvo 13 zápasů a dvakrát skóroval.

## Trenérská kariéra
Po skončení aktivní kariéry trénoval FC Bayern Mnichov (1928–1929), FC Zürich (1929–1930), SK Slavia Praha (1933–1935), CFR Bucuresti (1936–1937), SK Židenice (1938), Örebro SK (1939–1942), Åtvidabergs FF (1942–1947), Malmö FF (1947–1950), Helsingborgs IF (1950–1951), BK Derby Linköping (1951–1955) a Junsele (1955–1956).

## Ligová bilance
| Ročník                         | Zápasy | Góly | Klub               |
| ------------------------------ | ------ | ---- | ------------------ |
| 1. maďarská liga 1913/14       | 13     | 14   | MTK Budapešť       |
| 1. maďarská liga 1915          | -      | -    | MTK Budapešť       |
| 1. maďarská liga 1916/17       | 17     | 20   | MTK Budapešť       |
| 1. maďarská liga 1917/18       | 14     | 12   | MTK Budapešť       |
| 1. maďarská liga 1918/19       | 20     | 25   | MTK Budapešť       |
| 1. rakouská liga 1919/20       | 22     | 18   | SV Amateure        |
| 1. rakouská liga 1920/21       | 21     | 22   | SV Amateure        |
| 1. rakouská liga 1921/22       | 12     | 10   | SV Amateure        |
| 1. rakouská liga 1922/23       | 22     | 13   | SV Amateure        |
| 1. rakouská liga 1923/24       | 17     | 7    | SV Amateure        |
| 1. rakouská liga 1924/25       | 10     | 6    | First Vienna       |
| 1. rakouská liga 1925/26       | 22     | 10   | SV Amateure        |
| American soccer league 1926/27 | 27     | 2    | Brooklyn Wanderers |
| 1. maďarská liga 1927/28       | 13     | 7    | MTK Budapešť       |
| LIGA CELKEM                    | -      | -    |                    |